# Frank Bernard Dicksee

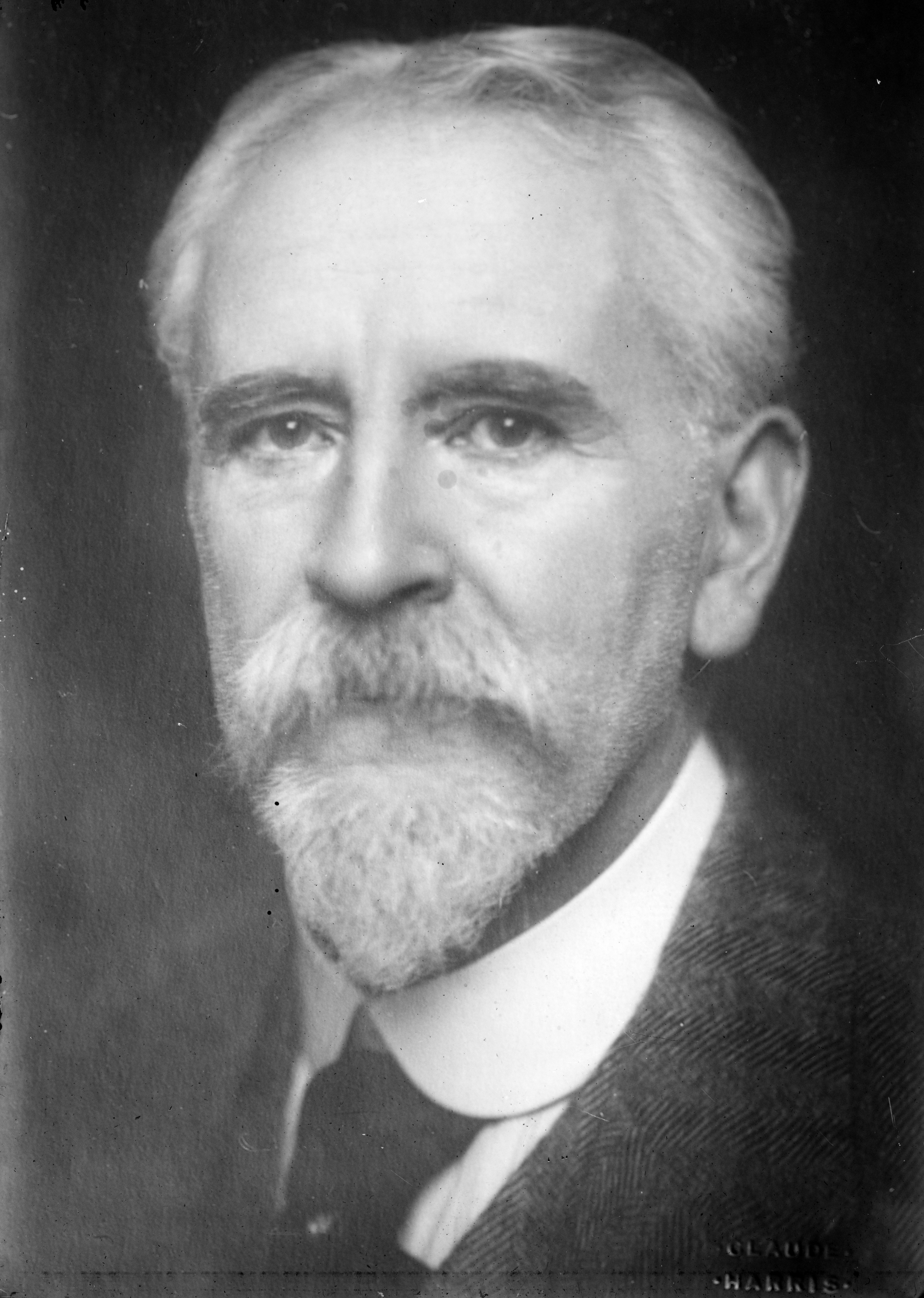
Frank Bernard Dicksee

Frank Bernard Dicksee (Londen, 27 november 1853 – aldaar, 17 oktober 1928) was een Engels kunstschilder en illustrator. Veel van zijn schilderijen zijn vervaardigd in de stijl van de Prerafaëlieten, hoewel hij werd geboren toen deze beweging al bijna ter ziele was.
Dicksee's zus Margaret Isabel (1858-1903) en zijn broer Herbert Thomas (1862 - 1942) waren eveneens kunstschilder, evenals zijn oom John Robert Dicksee (1817 - 1905).
Frank Dicksee studeerde eerst onder zijn vader, de portret- en genreschilder Thomas Francis Dicksee (1819 - 1895). Vervolgens studeerde hij vanaf 1871 aan de opleiding van de Royal Academy of Arts, waar hij een zilveren en een gouden medaille verwierf voor zijn werk. Hij ontving er onderricht van onder anderen Edmund Leighton en John Everett Millais.
In de jaren 1870 begon hij ook te werken als illustrator voor diverse tijdschriften, waaronder Cassell's Magazine, Cornhill Magazine en The Graphic. In de jaren 1880 illustreerde hij uitgaven van Longfellows gedicht Evangeline (1882) en van William Shakespeares Othello (1890) en Romeo and Juliet (1884).
Dicksee's schilderwerk omvatte dramatische historische, Bijbelse en allegorische taferelen, scènes uit literaire werken en landschappen. Veel succes boekte hij met portretten van dames uit gegoede kringen. Ook maakte hij enkele ontwerpen voor gebrandschilderde ramen.
Hij exposeerde zijn werk bij de Academy en ook wel bij de Grosvenor Gallery. In 1881 werd hij gekozen tot geassocieerd lid van de Academy; tien jaar later werd hij volledig lid en in 1924 bracht hij het tot president van het instituut. In 1925 werd hij geridderd en in 1927 ontving hij de Koninklijke Orde van Victoria uit handen van George V.
Dicksee, die altijd vrijgezel bleef, deed zijn werk voor de Academy met verve, maar zijn hart bleef bij de traditionele kunst uit de latere 19e eeuw, waardoor hij de nieuwe ontwikkelingen enigszins uit het oog verloor en deze ook niet goedkeurde.

## Galerij

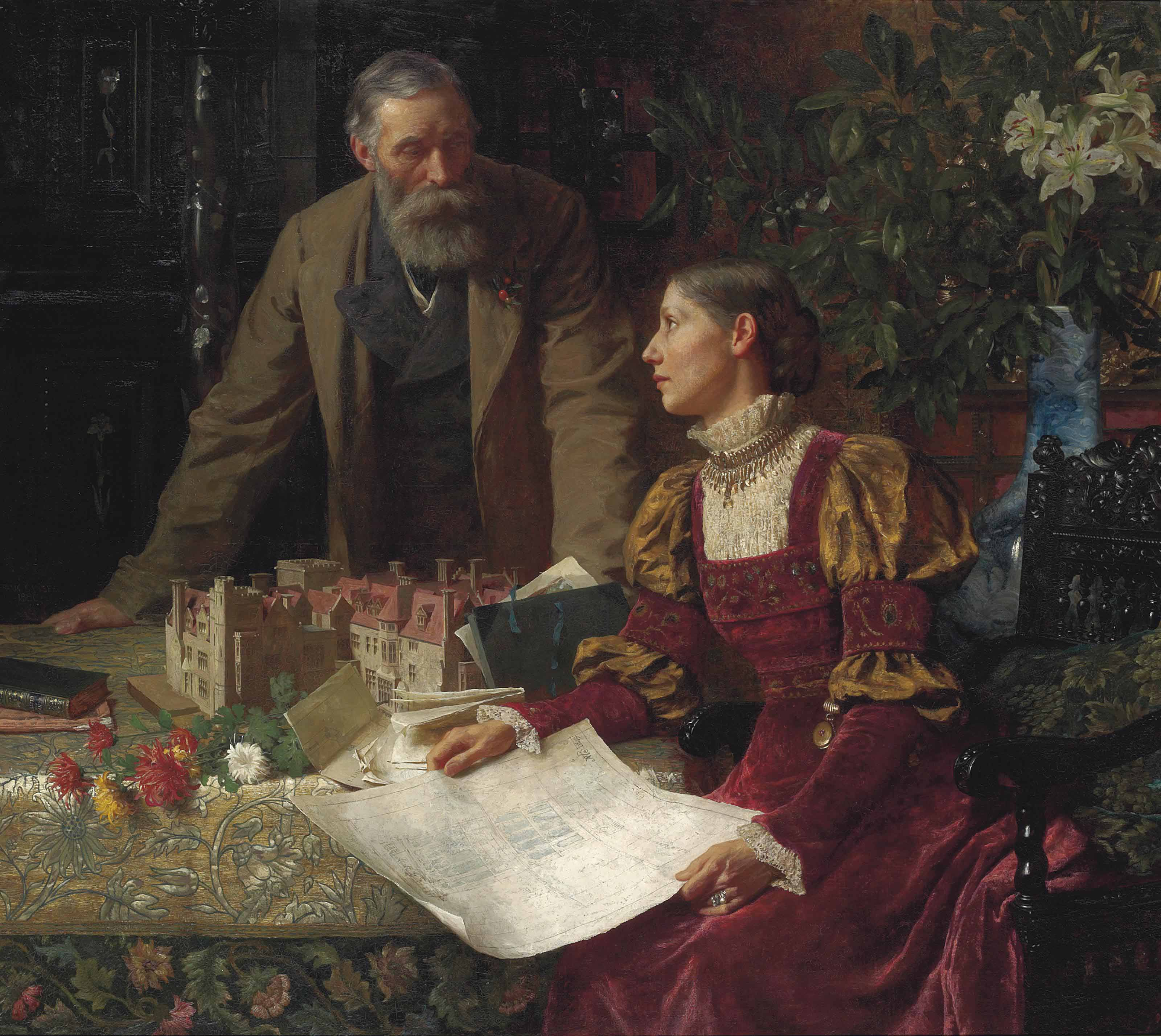
The House Builders, 1880
Romeo and Juliet, 1884
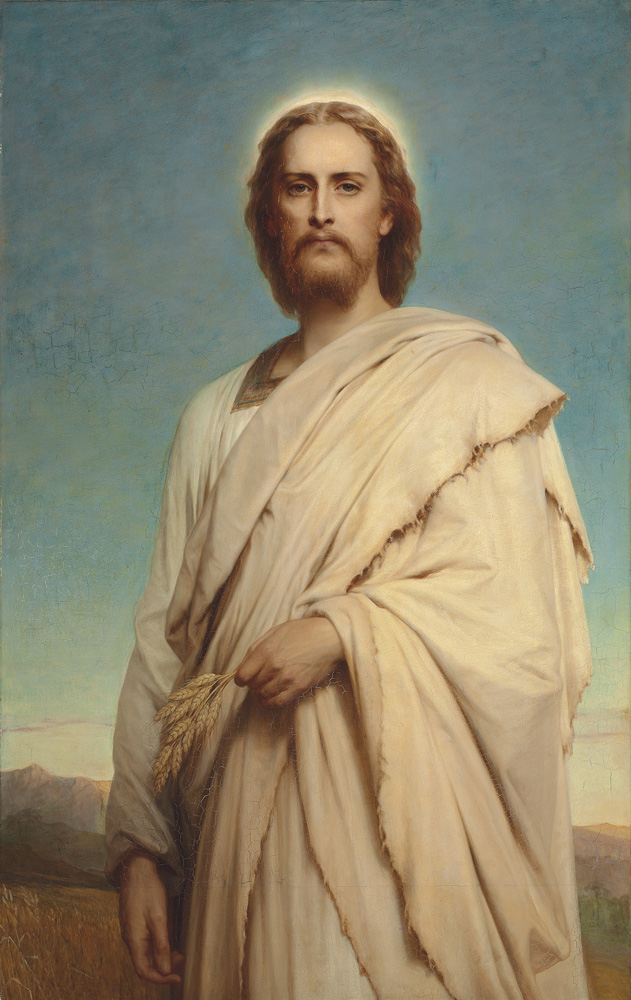
Christ of the cornfield, 1888
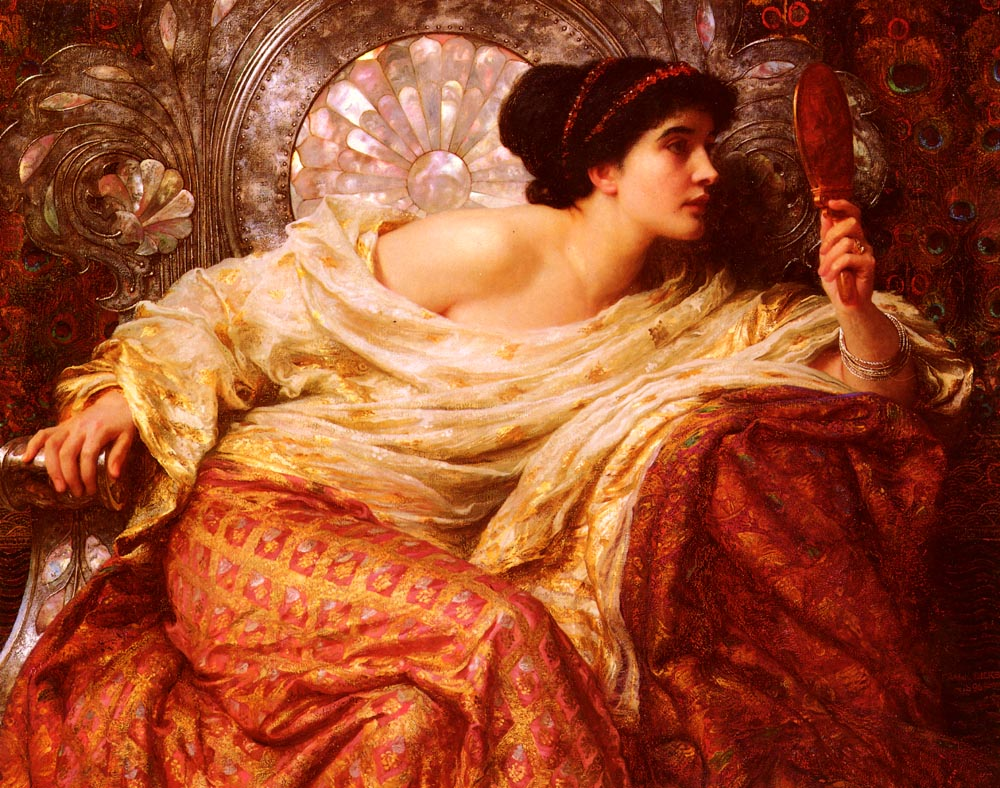
The Mirror, 1896
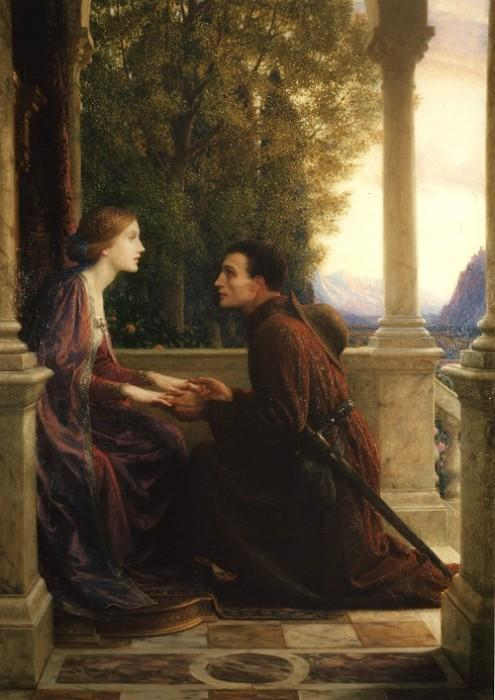
The End of the Quest, 1921